# The Decline of Western Civilization
The Decline of Western Civilization ist ein US-amerikanischer Musik-Dokumentarfilm aus dem Jahr 1981. Regisseurin Penelope Spheeris dokumentiert darin die Punkszene von Los Angeles und zeigt neben Konzertausschnitten von Alice Bag Band, Black Flag, Catholic Discipline, Circle Jerks, Fear, Germs und X Interviews mit Bandmitgliedern, Fanzine-Redakteuren, Klubbesitzern und Fans. Die bedeutende Rockumentary in Spielfilmlänge wurde 2016 in das National Film Registry der Library of Congress aufgenommen.
Zwei Fortsetzungen aus den Jahren 1988 und 1998 widmen sich anderen musikalischen Subkulturen.

## Inhalt
Der Film beginnt mit dem jungen Skinhead Eugene, der seine Bewunderung für den Punkrock erklärt. Nachdem die Frontleute der dargestellten Bands Einverständniserklärungen verlesen haben, zeigt die Titelsequenz einen ersten Auftritt von X inklusive wilder Tanzbewegungen und Nahaufnahmen der Konzertgäste. Klubinhaber Wayne Mayotte beschreibt die Musik:

“Punk music generally, that is hardcore punk, is characterized by its speed, it has a lot of fuzz as musicians call it. Cranked into the music is high volume, high speed, usually monotone volumes, vocals characterized by protest-type lyrics.”

Einer kurzen Erklärung eines weiteren Klubbesitzers, Brendan Mullen (The Masque), folgen ein Auftritt und Gespräch mit Musikern der Band Black Flag, die in einer ehemaligen Baptistenkirche proben und leben. Das nächste Kapitel widmet sich den Germs, vor allem dem Kontrast zwischen Bühnenpersona und Privatleben des selbstzerstörerischen Frontmannes Darby Crash. Crash spricht über den eigenen Drogenkonsum und führt seine zahme Vogelspinne vor.
Um die Verständigung zwischen Fans und ihren Idolen bemühen sich unterdessen Fanzines. Während Slash-Herausgeber Robert Biggs Einblicke in den Redaktionsalltag gewährt, teilt der streitbare Redakteur Claude Bessy, der unter dem Pseudonym Kickboy Face schreibt, seine Ansichten mit dem Publikum und gibt ein Konzert mit Catholic Discipline. Zwischen den Auftritten diskutieren John Doe, Exene und Billy Zoom von X unter anderem die eigenen Texte und die Wahl des richtigen Tattoos.
Die drei restlichen Konzertausschnitte von Circle Jerks, Alice Bag Band und Fear sind von zunehmender Aggressivität im Publikum geprägt. Dazwischen kommen Promoter, Tontechniker und Pogotänzer sowie mehrere Fans zu Wort, die die gewaltvollen Aspekte der Szene zu erklären versuchen. Der Film endet mit einem Konzert von Fear, bei dem sich Frontmann Lee Ving und Bassist Derf Scratch ein teilweise homophobes Schimpfduell mit den Konzertbesuchern liefern.

## Konzertausschnitte

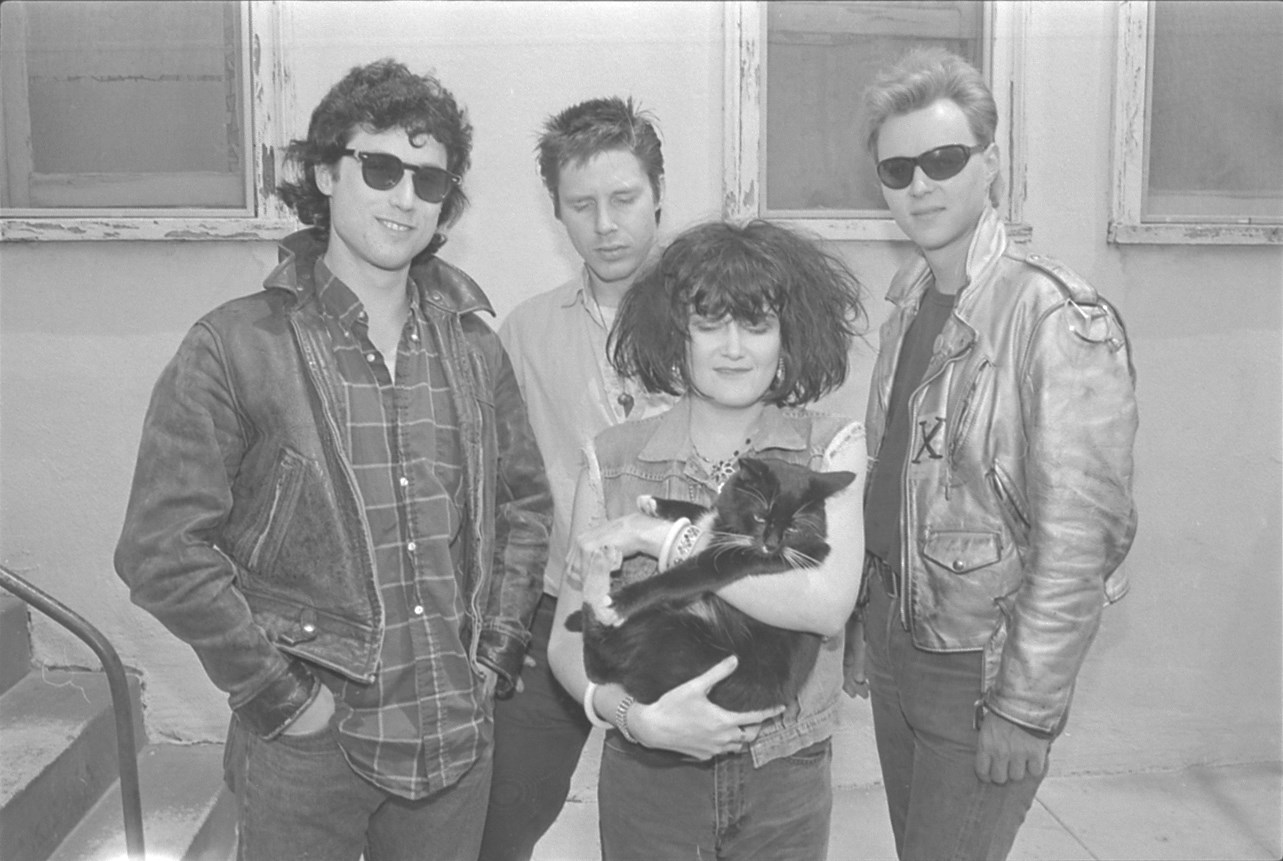
Die Band X (1980)

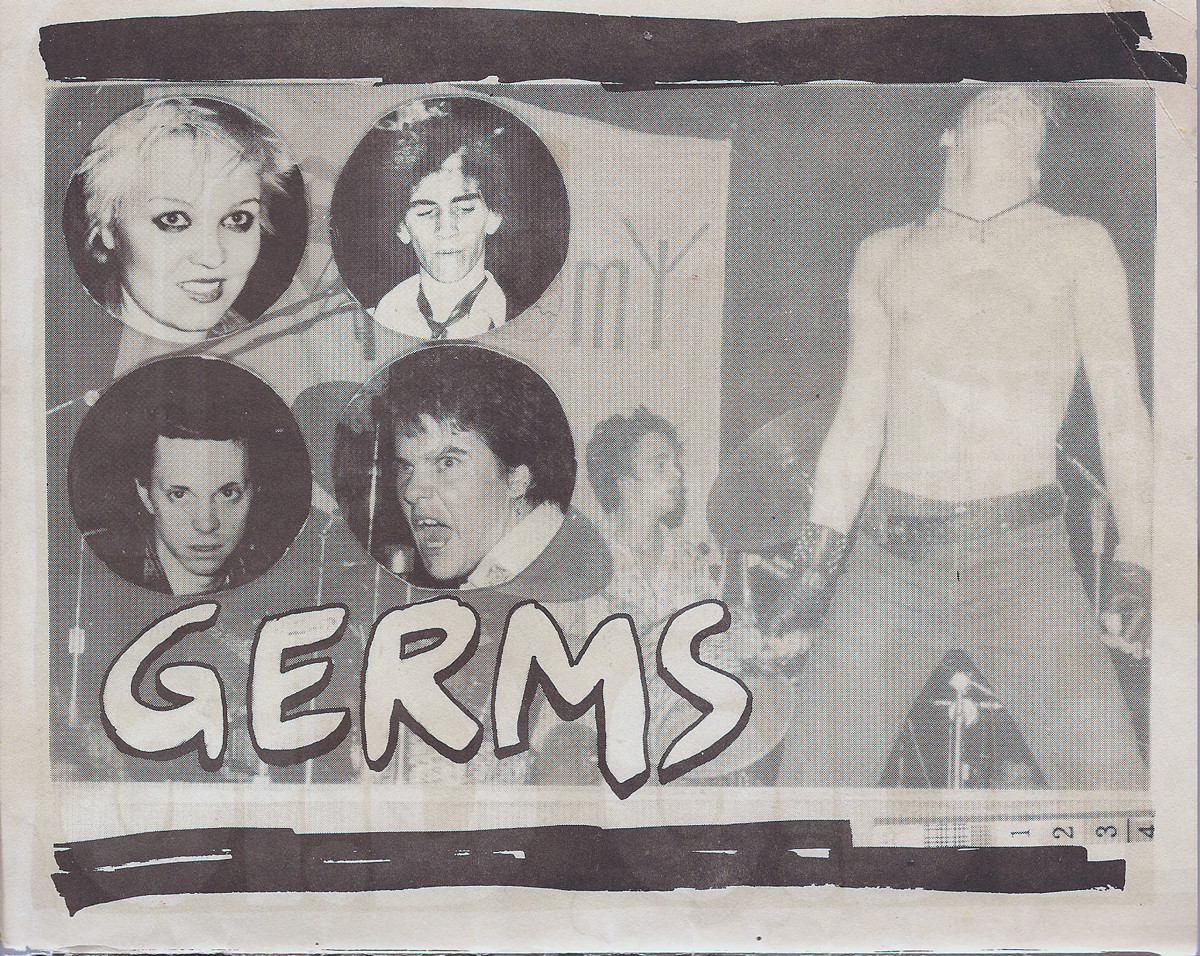
Germs mit Großaufnahme von Frontmann Darby Crash (1979)

| Band                | Besetzung | Aufnahmeort             | Titel                                                                                          |
| ------------------- | --- | ----------------------- | ---------------------------------------------------------------------------------------------- |
| X                   | - John Doe (Gesang, Bass) - Exene Cervenka (Gesang) - Billy Zoom (Gitarre) - D. J. Bonebrake (Schlagzeug)         | Club 88                 | 1. Nausea 2. Unheard Music 3. Beyond & Back 4. Johnny Hit and Run Paulene 5. We’re Desperate U |
| Black Flag          | - Ron Reyes (Gesang) - Greg Ginn (Gitarre) - Gary McDaniel (Bass) - Robo (Schlagzeug)                             | Cherrywood Studios      | 1. White Minority 2. Depression U 3. Revenge                                                   |
| Germs               | - Darby Crash (Gesang) - Pat Smear (Gitarre) - Lorna Doom (Bass) - Don Bolles (Schlagzeug)                        | Cherrywood Studios      | 1. Manimal U 2. Shutdown                                                                       |
| Catholic Discipline | - Claude Bessy (Gesang) - Phranc (Gitarre) - Rick Jaffe (Bass) - Craig Lee (Schlagzeug) - Robert López (Keyboard) | Hong Kong Café          | 1. Underground Babylon 2. Barbee Doll Lust                                                     |
| Circle Jerks        | - Keith Morris (Gesang) - Greg Hetson (Gitarre) - Roger Rogerson (Bass) - Lucky Lehrer (Schlagzeug)               | The Fleetwood           | 1. Red Tape 2. Back Against the Wall U 3. I Just Want Some Skank 4. Beverly Hills 5. Wasted    |
| Alice Bag Band      | - Alice Bag (Gesang) - Craig Lee (Gitarre) - Rob Ritter (Bass) - Terry Graham (Schlagzeug)                        | The Fleetwood           | 1. Prowlers in the Night 2. Gluttony                                                           |
| Fear                | - Lee Ving (Gesang, Gitarre) - Philo Cramer (Gitarre) - Derf Scratch (Bass) - Spit Stix (Schlagzeug)              | The Fleetwood The Arena | 1. I Don’t Care About You 2. Beef Bologna 3. I Love Livin’ in the City U 4. Let’s Have a War   |

## Produktion und Hintergrund

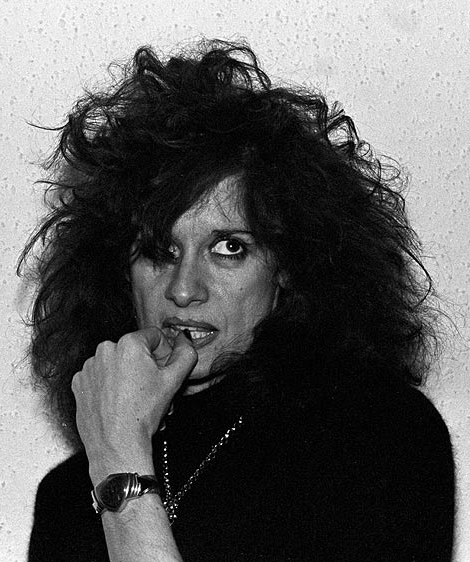
Penelope Spheeris (1984)

Penelope Spheeris gründete in den 1970er Jahren ihre eigene Produktionsfirma und machte sich, lange vor dem Start von MTV, einen Namen mit dem Filmen von Musikvideos. Im Auftrag verschiedener Plattenlabels arbeitete sie unter anderem mit The Doobie Brothers, Funkadelic und The Staple Singers zusammen. Die dabei gewonnenen Fachkenntnisse nutzte sie, um erste Punk-Konzerte abzulichten:

“I was always going out the clubs and seeing the punk bands. When punk started happening, I said, (…) I gotta make a movie about this punk scene. So whenever I would rent the record equipment for the record companies, I’d go moonlighting out the clubs and shoot the bands that I wanted to shoot. Screw the corps, right?”

„Ich ging immer in die Klubs und sah mir die Punkbands an. Als Punk(rock) aufkam, sagte ich mir, (…) ich muss einen Film über diese Punkszene drehen. Also ging ich immer, wenn ich die Aufnahmeausrüstung für die Plattenfirmen ausgeliehen hatte, heimlich in die Klubs und filmte die Bands, die ich filmen wollte. Fick die Konzerne, oder?“

Mit der Absicht, einen Pornofilm zu finanzieren, traten die Versicherungsvertreter Gordon Brown und Jeffrey Prettyman an Spheeris heran. Die Filmschulabsolventin lehnte ab, konnte die Geldgeber aber für einen Dokumentarfilm über die Punkszene gewinnen, nachdem sie die beiden zu einem Auftritt der Germs mitgenommen hatte. Weil die mit Fanzine-Herausgeber Robert „Bob“ Biggs verheiratete Spheeris plante, in Super 8 zu filmen, belief sich das Budget ursprünglich auf gerade einmal 15.000 Dollar. Schließlich entschied sie sich jedoch, den Konzertmitschnitten mehr Bedeutung beizumessen und verwendete einen 16-mm-Film, der für die Kinoleinwand auf 35 mm vergrößert wurde. Laut der Regisseurin betrugen die Kosten am Ende etwa 120.000 Dollar. Die Filmaufnahmen entstanden zwischen Dezember 1979 und Mai 1980 in Los Angeles. Am produktivsten Drehtag wurden im Fleetwood nacheinander Circle Jerks, Fear, Urinals, The Gears und Alice Bag Band aufgenommen, wovon es jedoch nur drei in den Film schafften. Kameramann Steve Conant, der Erfahrung mit dem Filmen von Spielen der L.A. Lakers hatte, hielt sich während der Konzerte teilweise nahe der Moshpits auf.
Weil die ehemalige Bassistin der Band, Patricia Rainone alias Pat Bag, einen Rechtsanspruch auf den Namen The Bags angemeldet hatte, musste die Band im Film als Alice Bag Band auftreten. Angebote einer Wiedervereinigung sowie die Zahlung eines Geldbetrages über mehrere tausend Dollar für die Verwendung des Namens lehnte die im Streit ausgeschiedene Rainone ab. Kurioserweise ist der Name auf Rainones Bass, den sie für den Filmdreh ihrem Freund und künftigem Ehemann Rick Jaffe (Morrison) von Catholic Discipline geliehen hatte, dennoch zu sehen.
Die titelgebende Phrase The Decline of Western Civilization wurde 1970 durch den Musikjournalisten Lester Bangs in seiner Rezension des Albums Fun House der Protopunk-Band The Stooges geprägt. Es könnte sich dabei um eine bewusste Abwandlung des englischen Titels The Decline of the West von Oswald Spenglers Der Untergang des Abendlandes handeln. Germs-Sänger Darby Crash zählte das umstrittene kulturphilosophische Werk zu seiner Lektüre. Laut der 2001 veröffentlichten Oral History We Got the Neutron Bomb reklamierte Claude Bessy die Idee für den Filmtitel für sich.

## Soundtrack
| Professionelle Bewertungen | Professionelle Bewertungen |
| Quelle                     | Bewertung                  |
| -------------------------- | -------------------------- |
| Kritiken                   |                            |
| Allmusic                   | [ 10 ]                     |
| Robert Christgau           | B–                         |

Der Soundtrack zu The Decline of Western Cilivilization enthält ausschließlich Stücke der im Film aufgetretenen Bands und erschien im Dezember 1980 bei Slash Records. 1993 wurde das Album erstmals auch als CD mit längeren Track-Laufzeiten aufgelegt. Robert Christgau lobte in einer kontemporären Kritik X und Black Flag, spöttelte aber über die „Kritikerbands“ Alice Bag Band, Catholic Discipline und Germs. Außerdem machte er sich über den französischen Akzent von Catholic-Discipline-Sänger Claude Bessy lustig. Alex Henderson von Allmusic vergab in einer späteren Rezension 4,5 Sterne und empfahl das „superbe Album“ jedem, der auch nur ein „beiläufiges Interesse“ an Punk habe.
Titelliste
1. White Minority – Black Flag – 1:29*
2. Depression – Black Flag – 2:05
3. Revenge – Black Flag – 1:49
4. Manimal – Germs – 2:25
5. Underground Babylon – Catholic Discipline – 3:01
6. Beyond & Back – X – 2:35
7. Johnny Hit and Run Paulene – X – 2:43
8. We’re Desperate – X – 1:56
9. Red Tape – Circle Jerks – 0:58
10. Back Against the Wall – Circle Jerks – 1:25
11. I Just Want Some Skank – Circle Jerks – 0:56
12. Beverly Hills – Circle Jerks – 1:12
13. Gluttony – Alice Bag Band – 2:19
14. I Don’t Care About You – Fear – 1:42
15. I Love Livin’ in the City – Fear – 2:01
16. Fear Anthem – Fear – 0:32

* Track-Längen der ursprünglichen LP-Version (1980)

## Rezeption

### Veröffentlichung
The Decline of Western Civilization wurde erstmals vor der Writers Guild of America aufgeführt. Nach der Premiere soll eine Frau empört aufgestanden sein und den Satz „How dare you glorify these heathens!“ (Wie können Sie es wagen, diese Heiden zu verherrlichen!) an Penelope Spheeris gerichtet haben. Im Februar 1981 zeigte das Sherwood Oaks Experimental College in Hollywood den Dokumentarfilm. Die offizielle Premiere fand am 13. März im Fairfax Theatre statt, wo am Eröffnungswochenende 13.900 Dollar eingespielt wurden. Das Los Angeles Police Department befürchtete Ausschreitungen und sperrte am Tag der Kinopremiere den Hollywood Boulevard. Laut Spheeris soll LAPD-Chef Daryl Gates sogar mit einem offenen Brief versucht haben, weitere Aufführungen des Films zu verhindern. Am 1. Juli 1981 lief der Film noch in ausgewählten Kinos in New York City an, das in der Branche weit verbreitete Argument „Punk is dead“ verhinderte jedoch eine landesweite Distribution.
Der Film und seine zwei Fortsetzungen blieben lange nur auf VHS erhältlich und wurden im Internet zu entsprechend hohen Preisen gehandelt. Im Juni 2015 brachte Shout! Factory die Trilogie in einer 2K-restaurierten Fassung erstmals auf DVD und Blu-ray heraus. Das Boxset enthält als Bonusmaterial unter anderem ausgedehnte Interviews und einen Kommentar von Dave Grohl. Da der Originalfilm nicht mehr existiert, musste Spheeris die Digitalisierung anhand einer Kopie durchführen.

### Kritik
Der Film wurde bereits bei seiner Erstveröffentlichung 1981 von der Kritik positiv aufgenommen. Todd McCarthy befand für Variety, der Titel schaffe es wie die besten Rock-Dokus, die Präsentation der Live-Auftritte mit einem „scharfen Gespür für den soziologischen Moment“ zu verknüpfen. Außerdem gelänge es dem Streifen, Einblicke in eine „anarchische, nicht einfach zu erklärende Szene“ zu bieten und zur selben Zeit musikalische Unterhaltung zu liefern.

“A bracing, stimulating and technically superb close-up look at the L.A. punk scene, pic is pitched at a perfect distance to allow for simultaneous engagement in the music and spectacle, and for rueful contemplation of what it all might mean.”

„Eine erfrischende, stimulierende und technisch hervorragende Nahaufnahme der L.A. Punkszene, die mit perfekter Distanz gleichzeitig Beschäftigung mit Musik und Spektakel, und reumütiges Nachdenken darüber erlaubt, was das alles bedeuten könnte.“

Nicht zuletzt aufgrund der geringen Verfügbarkeit entwickelte sich The Decline of Western Civilization über die Jahre zu einem Kultfilm. Mit der erstmaligen DVD-Veröffentlichung erfuhr der Film ab 2015 wieder eine breitere mediale Rezeption. Hazel Cills von Pitchfork bezeichnete Spheeris ersten Langfilm als „düsteren Blick in das Chaos aus Moshpits, Bühnenpossen und beschissener Musik, das die breite Öffentlichkeit gerade erst zu begreifen begann“. Rückblickend bescheinigte sie dem Film eine „ungewollte Komik“, die sich vor allem aus dem Schnitt ergebe, der den Gegensatz zwischen den lockeren Musikern und den teilweise sehr ernsten Fans sichtbar macht. Die für dieselbe Publikation schreibende Madison Bloom lobte Regisseurin Spheeris, die mit ihrem „aufrichtigen Interesse an der desillusionierten Jugend“ die Subkultur in ihrer „rohesten Form“ einfange. Amy Nicholson nannte den Film so „gritty“, dass er sich anfühle wie ein Kaugummi, den Spheeris von der Straße gekratzt hätte. Weitere positive Retrospektiven veröffentlichten etwa der Guardian, die New York Times oder der Rolling Stone. Negativ beurteilt werden heute vor allem die homophoben Flüche während des Fear-Konzerts sowie die wiederholte Abbildung von Swastikas, die von frühen Punks als Schocksymbol benutzt wurden.
In der IMDb erhält der Film durchschnittlich 7,5 von 10 Punkten, bei Metacritic eine mittlere Kritikerwertung von 93. Rotten Tomatoes verzeichnet eine Bewertung von 100 Prozent, basierend auf 41 Kritikermeinungen, im Konsens der Seite heißt es, der Film werfe einen „offenen, oft lustigen Blick auf die Punkkultur der späten 70er und frühen 80er Jahre“.

### Nachwirkung
The Decline of Western Civilization hatte wie auch die beiden Nachfolger Einfluss auf die öffentliche Wahrnehmung des Genres. Laut der Autorin Laura Niebling illustrieren die „Decline-Filme“ nicht nur den Wandel von marginalisierten Subkulturen zum Hollywood-Trend, sondern auch die Rolle von Rockumentarys für die jeweilige Subkultur. Bevor der Film vor allem den Bands Black Flag und X als Karrieresprungbrett diente, zerfielen die Germs, Catholic Discipline und Alice Bag Band noch vor dem Kinostart. Circle Jerks und Fear sind wie die beiden erstgenannten nach zahlreichen Umbesetzungen bis heute aktiv. Als einzige Band hatten die Germs ihr erstes Studioalbum (GI) bereits vor Entstehung des Films 1979 veröffentlicht, X und Circle Jerks folgten 1980 mit Los Angeles bzw. Group Sex, Black Flag 1981 mit Damaged und Fear 1982 mit The Record.
Die Reaktionen der dargestellten Musiker fielen gemischt aus. Die zum Zeitpunkt des Drehs miteinander verlobten John Doe und Exene Cervenka monierten im Nachhinein das Fehlen wichtiger Bands wie The Weirdos oder The Screamers. Dafür habe Regisseurin Spheeris bewusst die in der Originalszene verhassten Hardcore-Bands ausgewählt, die ein gewalttätiges Publikum anzögen. In ähnlicher Weise kritisierte Szenefotografin Jenny Lens die Auswahl der Faninterviews, die ihrer Ansicht nach ziel- und heimatlose sowie selbstdestruktive Teenager in den Vordergrund rückten, aber auf kreative und gebildete Leute verzichteten. Doe unterstellte Spheeris außerdem eine „Agenda“ und alle Musiker mit Alkohol und Drogen versorgt zu haben, um das gewünschte Ergebnis zu bekommen. Exene hatte das Gefühl, nur ihre Seite als „Party-Girl“ dargestellt zu sehen. Positiv äußerten sich hingegen Claude Bessy und seine Frau Philomena Winstanley, die im Film als Slash-Redakteurin zu sehen ist. Bessy beklagte jedoch, dass keine der Bands am Film mitverdient hätte. Lee Ving behauptete, der Film sei so geschnitten worden, dass Aufnahmen des Fear-Publikums bei allen Konzertausschnitten zu sehen seien.
Die wohl bekannteste Sequenz des Films porträtiert Germs-Frontmann und Sänger Darby Crash, der sich im Film eine Wohnung mit einer gewissen Michelle teilt. Brendan Mullen zufolge soll es sich dabei um eine gestellte Szene handeln, da Crash in Wahrheit mit einem Stricher zusammenlebte und Angst hatte, seine angebliche Homosexualität könne bekannt werden.
Der 21-Jährige, der bei seinem Live-Auftritt sichtlich unter Drogen stand und Probleme hatte, ins Mikrofon zu singen, soll über seine Darstellung zutiefst unglücklich gewesen sein. Ein Foto, das ihn, brustaufwärts, auf der Bühne liegend zeigt, wurde sowohl auf das Filmposter als auch auf das Soundtrack-Albumcover gedruckt. Im Dezember 1980 nahm sich der schwer depressive und drogenabhängige Darby Crash noch vor der Premiere des Films mit einer Überdosis Heroin das Leben.

## Fortsetzungen
Acht Jahre nach dem Erfolg des ersten Films drehte Penelope Spheeris 1987/88 unter dem Titel The Decline of Western Civilization Part II: The Metal Years einen zweiten Teil über die Metalszene von Los Angeles. Neben Konzertausschnitten enthält der Film Interviews mit den etablierten Hardrock- und Metal-Größen Aerosmith, Alice Cooper, Lemmy Kilmister, KISS, Megadeth, Ozzy Osbourne und W.A.S.P.
Ein dritter Teil der Reihe entstand weitere zehn Jahre später und beschäftigt sich mit der Gutter-Punk-Szene der späten 1990er Jahre. Als gutter punks (wörtlich Gossenpunks) werden meist obdachlose Jugendliche bezeichnet, die sich der Punkkultur verbunden fühlen. Neben Auftritten der Bands Final Conflict, Litmus Green und Naked Aggression sind Interviews mit Flea, Bassist der Red Hot Chili Peppers, und Keith Morris, ehemaliger Sänger von Black Flag und Circle Jerks, zu sehen.
2015 gab Spheeris, die Musik lediglich als „Vehikel“ sieht, um soziale Aspekte und menschliches Verhalten zur Sprache zu bringen, bekannt, mit ihrer Tochter Anna Fox an einem vierten Teil zu arbeiten.